# Abraham de Smolensk

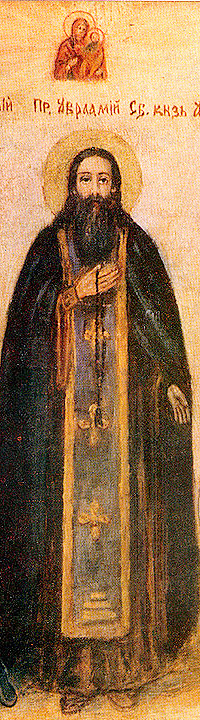
Abraham de Smolensk

Abraham de Smolensk est un moine et Higoumène de Smolensk.

## Biographie
Né à Smolensk en 1150 ou 1172, il devient moine au monastère de la Mère de Dieu à Smolensk. En tant que moine, il s'engage dans une campagne de prêche et d'étude de la Bible. Il est considéré comme une figure notable de la Russie pré-mongole.
Homme lettré, il fit venir de nombreux livres de divers monastères à Smolensk et connaissait aussi bien Antoine le Grand, Chrysostome et Éphrem le Syrien que les livres apocryphes.
Il est décrit comme un prosélyte gardant toujours à l'esprit le jugement dernier et est un des principaux représentants de l'espoir eschatologique porté par la spiritualité orthodoxe. Œuvrant pour les malades et les défavorisés, il devint très populaire parmi ses ouailles, mais s'attira la jalousie du clergé.
Plusieurs accusations furent portées contre lui, dans le domaine moral et théologique, conduisant à une mise à l'épreuve d'Abraham par l'évêque de Smolensk Ignace pendant 5 ans. On prétend qu'il sortit blanchi par un miracle et que son cas fut réexaminé par l'évêque, qui leva les charges contre lui. Il fut alors nommé higoumène du monastère de la Sainte-Croix à Smolensk. Abraham y passa le reste de ses jours paisiblement et mourut en 1221. La tradition rapporte qu'il fut peintre d'icônes et produisit notamment une icône du Jugement Dernier. Son disciple Ephrem du monastère de la Mère de Dieu, écrivit une vie du saint sous le titre de la Chronique d'Abraham.

## Vénération
Canonisé en 1549, sa fête est célébrée le 21 août dans le monde orthodoxe russe.